# Strukturerad produkt
En strukturerad produkt är värdepapper som består av flera, oftast två, olika typer av finansiella instrument. Vanligt är en kombination av indexobligationer och aktieindexobligationer. De kan även bestå av aktier, optioner och terminer.

## Konstruktion
En strukturerad produkt med kapitalskydd fungerar som en obligation där investeraren efter löptidens slut återfår det nominella beloppet och indexavkastningen om positiv.
Strukturerade produkter med kapitalskydd består av en obligation och en option. En del av det investerade beloppet placeras i en nollkupongsobligation för att återbetala det nominella beloppet på slutdagen. Den resterande delen placeras i en option som ger exponering mot det valda tillgångsslaget som till exempel en specifik marknad, en utvald bransch eller olika slags tillgångar.
Priset på optionen och hur stort belopp som placeras i obligationsdelen bestämmer hur många optioner som ska köpas. Antalet optioner bestämmer deltagandegrad. Deltagandegraden visar procentandelen som följer den underliggande tillgångens utveckling.
Deltagandegraden kan ökas genom att betala överkurs. Överkursen är den del av kapitalet som riskeras. En strukturerad produkt är kapitalskyddad då en del av kapitalet är skyddat för att efter en tid uppgå till 100% av det investerade kapitalet. Produkten kan användas för att säkra upp en investering eller depå som avspeglar global finansiell avkastning på grund av att produkten är nästan riskfri. Dock så garanterar inte en strukturerad produkt någon avkastning. 

## Risk
Investeraren kan bli utan motsvarande alternativavkastning (obligationsräntan) om den strukturerade produkten endast återbetalar det nominella beloppet.
En strukturerad produkt med kapitalskydd återbetalar endast det nominella beloppet om den underliggande tillgången inte utvecklas positivt och därför kan investeraren förlora avgifter som t.ex. courtage och eventuell betald överkurs.
Kreditrisk på emittenten. Emittenten är den bank/institution som har ställt ut produkten och det är emittenten som återbetalar det nominella beloppet och eventuell avkastning efter löptidens slut.